# 森林環境税及び森林環境譲与税に関する法律
森林環境税及び森林環境譲与税に関する法律（しんりんかんきょうぜいおよびしんりんかんきょうじょうよぜいにかんするほうりつ、平成31年3月29日法律第3号）は、森林環境税、森林環境譲与税に関する日本の法律である。
所管官庁は総務省。2019年（平成31年）3月29日に公布、同年4月1日に施行された（ただし、一部規定は、2024年〈令和6年〉1月1日から施行された。）。

## 構成
- 第1章　総則（第1条）
- 第2章　森林環境税
  - 第1節　総則（第2条 - 第4条）
  - 第2節　税率（第5条）
  - 第3節　賦課徴収等（第6条 - 第18条）
  - 第4節　雑則（第19条 - 第21条）
  - 第5節　罰則（第22条 - 第26条）
- 第3章　森林環境譲与税（第27条 - 第34条）
- 第4章　雑則（第35条）
- 附則

## 制定経過
- 平成31年（2019年）
  - 2月8日：閣議において、「森林環境税及び森林環境譲与税に関する法律案」が決定され[2]た。
  - 2月8日：第198回国会の衆議院において「森林環境税及び森林環境譲与税に関する法律案」受理[3]。
  - 2月15日：衆議院総務委員会に付託[3]。
  - 3月1日：衆議院総務委員会において可決[3]。
  - 3月2日：衆議院本会議において賛成多数（賛成：自由民主党; 立憲民主党・無所属フォーラム; 国民民主党・無所属クラブ; 公明党; 日本維新の会; 社会保障を立て直す国民会議; 社会民主党・市民連合; 希望の党; 未来日本、反対：日本共産党）で可決[4]、参議院へ送付。
  - 3月13日：参議院総務委員会に付託[3]。
  - 3月27日：参議院総務委員会において可決、参議院本会議において賛成多数（賛成：自由民主党・国民の声; 立憲民主党・民友会・希望の会; 国民民主党・新緑風会; 公明党; 日本維新の会・希望の党; 無所属クラブ; 沖縄の風; 各派に属しない議員、反対：日本共産党）で可決[5]・成立。
  - 3月29日：公布[1]。
  - 4月1日：一部規定を除き施行。
- 令和6年（2024年）
  - 1月1日：次の規定が施行。
    - 第2章（森林環境税）
    - 附則
      - 第5条（地方自治法の一部改正）
      - 第8条（地方税法の一部改正）（地方税法第27条第2項の改正規定（「第50条第5項、」を削る部分を除く。）及び同法第299条第2項の改正規定を除く。）
      - 第9条（地方税法の一部改正に伴う経過措置）から第16条（民事再生法の一部改正）まで
      - 第17条（特別会計に関する法律の一部改正）（特別会計に関する法律（平成19年法律第23号）第23条第1号ニの改正規定に限る。）
      - 第18条（地方税法等の一部を改正する等の法律附則第31条第2項の規定によりなおその効力を有するものとされた同法第9条の規定による廃止前の地方法人特別税等に関する暫定措置法の一部改正）
      - 第19条（行政手続における特定の個人を識別するための番号の利用等に関する法律の一部改正）
      - 第21条（総務省設置法の一部改正）（総務省設置法（平成11年法律第91号）第4条第1項第52号及び第54号の改正規定に限る。）